# Cubadak Air Selatan
Cubadak Air Selatan is een bestuurslaag in het regentschap Pariaman van de provincie West-Sumatra, Indonesië. Cubadak Air Selatan telt 766 inwoners (volkstelling 2010).